# فرناندو سانتوس (مربی فوتبال)
فرناندو سانتوس (پرتغالی: Fernando Santos؛ زادهٔ ۱۰ اکتبر ۱۹۵۴) بازیکن سابق و مربی فوتبال اهل پرتغال است.
او مربی‌گری را پس از بازنشستگی با باشگاه اشتوریل پرایا آغاز کرد. تا سال ۲۰۱۰ و پیش از پیوستن به تیم ملی یونان به عنوان یک مربی باشگاهی در چند باشگاه مطرح پرتغال و یونان به مربی‌گری مشغول بود و در این فاصله چهار بار به عنوان مربی سال یونان برگزیده شد.
در جام ملتهای اروپای ۲۰۱۶ با تیم ملی فوتبال پرتغال دست به شگفتی زد و با سه تساوی در مرحله گروهی و تنها یک برد در نود دقیقه در فینال با شکست فرانسه قهرمان شد.
او همچنین در جام جهانی ۲۰۱۴ برزیل که سرمربی تیم ملی فوتبال یونان بود توانست با یک باخت ۳ بر ۰ برابر کلمبیا و یک تساوی ۲ بر ۲ برابر ژاپن و یک برد دقیقه نودی که روی نقطه پنالتی به ثمر رسید ساحل عاج را شکست داد و با قرار گرفتن در رتبه دوم گروه با ۴ امتیاز و یک امتیاز بیشتر از ساحل عاج و ۳ امتیاز بیشتر از ژاپن و ۵ امتیاز کمتر از کلمبیا به دور حذفی مسابقات جام جهانی صعود کند. در یک‌هشتم نهایی با بدشانسی مقابل کاستاریکا در ضربات پنالتی که با واکنش‌های خوب کیلور ناواس همراه بود حذف شدند. در پایان فرناندو سانتوس مورد تقدیر مردم یونان قرار گرفت.
پس از حذف در مرحله یک‌هشتم نهایی جام ملت‌های اروپا ۲۰۲۰ انتقاداتی به سبک بازی دفاعی او وارد شد. پس از حذف تیم ملی پرتغال از جام جهانی ۲۰۲۲ او از تیم ملی پرتغال اخراج شد.